# مومن‌جان عبدالله‌یف
مومن‌جان عبدالله‌یف (به انگلیسی: Muminjon Abdullaev؛ زادهٔ ۲۴ دسامبر ۱۹۸۹) کشتی‌گیر فرنگی‌کار تیم ملی ازبکستان است.
از افتخارات وی می‌توان به کسب مدال طلا بازی‌های آسیایی ۲۰۱۸ اشاره کرد. وی سابقه حضور در المپیک ۲۰۲۰ توکیو را دارد.